# ゴンドラ (映画)
『ゴンドラ』（Gondola）は、1987年（昭和62年）に公開された日本映画（自主映画）である。
2019年12月に幻の映画復刻レーベルDIGから初DVD・ブルーレイ化された。

## 概略・公開までの過程
1983年に監督の伊藤が上村佳子という少女と出逢ったことが制作のきっかけとなった。
1984年に自主映画として制作開始。1986年に完成するが、劇場との上映交渉が上手くいかなかった。ただ評価は高く、海外の映画祭でも受賞ののち、翌1987年10月に特別先行上映され、1988年に正式に公開された。
公開の30年後にあたる2017年、デジタルマスター版がリバイバル上映された。東京・キネカ大森や神戸・元町映画館では当時の35ミリフィルムで上映した。

## あらすじ
小学生のかがりは、母・れい子と二人で暮らしている。ある日マンションに帰ると、飼っていた白文鳥が傷ついていた。その時ゴンドラ（足場）で、かがりのマンンョンの窓拭きをしていた良は、かがりと一緒に動物病院へ行き、治療代を立て替えてやった。しかし、翌日かがりが病院へ行くと文鳥は死んでいた。彼女は児童公園へ行き文鳥を土に埋めようとするが、それをやめて家に持ち帰りブリキの弁当箱に死骸を入れ冷蔵庫へしまい込んだ。翌朝れい子はその死骸をゴミと一緒に捨ててしまった。悲しんだかがりは死骸を探し出し、家を出た。良はびしょ濡れのかがりを見かけるとアパートへ連れて行った。そして「もう帰るところがない」というかがりを数日、自分の故郷の青森へ連れて行くことにした。良の両親はかがりを歓迎してくれた。一方都心の警察では、れい子と別れた父がかがりを捜していた。ある夜、良とかがりは海岸近くの洞窟で夜を過ごし、翌朝ゴンドラ（小舟）を出して文鳥の死骸を小さな木の棺を作って海へと沈めるのだった。

## キャスト
- かがり：上村佳子
- 良：界健太
- かがりの母：木内みどり
- 良の母：佐々木すみ江
- 良の父：佐藤英夫
- かがりの父：出門英
- 小学校教師：長谷川初範[注釈 1]
- 獣医：鈴木正幸

## スタッフ
- 監督 - 伊藤智生
- 原案、脚本 - 伊藤智生、棗　耶子[注釈 2]
- 撮影 - 瓜生敏彦
- 編集 - 掛須秀一
- 音楽 - 吉田智
- 小道具 - 村上孝夫
- 録音 - 大塚晴寿
- 照明 - 渡辺生
- 助監督 - 長村雅文、飯田譲治
- プロデューサー - 貞末麻哉子

## 評価

### 作品推薦
- 日本映画ペンクラブ推薦
- 優秀映画鑑賞会推薦
- 厚生省中央児童福祉審議会推薦
- 健全映画鑑賞会推薦

### 受賞
- 1987年 OCIC日本カトリック映画大賞受賞
- 1987年度 日本映画ベストテン10位入選
- 1987年 第9回ヨコハマ映画祭
  - 新人監督賞（監督個人賞・伊藤智生）受賞
  - 撮影賞（カメラマン個人賞・瓜生敏彦）受賞
- 1987年 第12回東京たちかわ映画祭
  - 特別奨励賞（プロデューサー個人賞・貞末麻哉子）受賞
- 1988年 オーストラリア・ブルーデンツ国際映画祭審査員特別賞授賞
- 1987年 トロント国際映画祭正式招待
- 1987年 ウィーン・シネアジア映画祭正式招待
- 1987年 ハワイ国際映画祭正式出品
- 1987年 香港 第2回ジャパン・インディペンデント・フィルムフェスティバル正式招待
- 1988年 インド国際映画祭正式出品
- 1988年 ニュージーランド現代日本映画祭参加
- 1988年 ポルトガル青少年国際映画祭正式出品
- 1988年 メルボルン映画祭正式招待
- 1989年 東京国際映画祭正式招待

## 伊藤智生への影響
本作で借金を背負った伊藤智生は借金返済のため、「TOHJIRO」としてAV監督へ転身した。当初はそれまでのアニマルセックス的作風に興味がなく、「自由に撮ってほしい」とのオファーに対しても、一時的なものと割り切っていたが、出演する女優たちに「ゴンドラ」で描いた世界観と同じ景色を見たとして、以後も続けているという。